# MS Berge Stahl
MS Berge Stahl je norveški brod za rasuti teret, trenutno najveći brod takvog tipa na svijetu.
Berge Stahl, koji se koristi za prevoz željezne rude, kapaciteta 364 767 dwt, izgrađen je 1986. u južnokorejskom brodogradilištu Hyundai Heavy Industries. Dugačak je 343 m, širok 65 m, s gazom od 23 m.
Dizelski motor B&W
 7L90MCE, s 27 610 konjskih snaga (20,59 MW), pokreće jedan, Hyundai, devet metarski propeler. Maksimalna brzina je 13,5 čvorova (25,0 km/h). 
U vlasništvu je singapurske kompanije BW Group, kojoj je jedan od osnivača čuvena norveška brodarska kompanija  Bergesen d.y
Radi svojih golemih dimenzija, Berge Stahl može se privezati, s punim opterećenjem tereta, samo u dvije luke na svijetu, u Marítimo de Ponta da Madeira u Brazilu i u 
Europoortu kraj Rotterdama u Nizozemskoj, te najčešće plovi na toj ruti. Čak i u tim lukama, uplovljavanje mora biti usklađeno s visokom plimom radi izbjegavanja eventualnog nasukavanja. 
Berge Stahl taj put obavlja oko deset puta godišnje, ili za pet tjedana u oba smjera. Rujna 2006., prevezao je rudu u kinesku luku Majishan, gdje je dokovan i pregledan nakon 20 godina službe. Na povratku u Rotterdam, ukrcao je teret u Dampieru, u Zapadnoj Australiji, i u Saldanha Bayu u Južnoj Africi, gdje je maksimalni dozvoljeni gaz 21 m.

## Vanjske poveznice
- Tehnički podaci i foto galerija - aukevisser.nl